# Barbara Krause
Barbara Krause (Berlín, 7 de julio de 1959) es una nadadora de Alemania Oriental y múltiple campeona olímpica.
Krause ganó su primer título en 1975 cuando participó en el campeonato mundial de natación en Cali, en la competición de 4 × 100 m estilo libre. Krause se perdió los Juegos Olímpicos de Montreal 1976 debido a una enfermedad. 